# Feilenmuscheln
Die Feilenmuscheln (Limidae) sind eine Muschel-Familie aus der Ordnung der Limida. Sie sind seit der Trias bekannt.

## Merkmale
Die meist gleichklappigen, sehr selten auch etwas ungleichklappigen Gehäuse sind im Umriss eiförmig, rundlich oder annähernd dreieckig. Häufig sind die Gehäuse höher als lang, und zum vorderen Ventralrand (schief) verlängert.
In der Regel sind zwei „Ohren“ (Fortsätze) beiderseits des Wirbels ausgebildet; allerdings kann das vordere Ohr in einigen Gattungen stark verkleinert sein oder sogar fehlen. Das hintere „Ohr“ ist stumpfwinklig und häufig nur wenig vom Gehäusekörper abgesetzt. Die Wirbel stehen weit auseinander, in beiden Klappen ist deshalb gewöhnlich ein dreieckiges Dorsalfeld mit einem flachen, dreieckigen Ligament vorhanden. Einige Formen haben vorne nahe dem Dorsalrand einen Byssusschlitz. Viele Gehäuse klaffen am vorderen Ende, und z. T. auch am hinteren Ende. Das Schloss ist ohne Zähne oder taxodont, d. h. mit wenigen, gleichförmigen Zähnchen.
Die Oberfläche ist glatt oder weist radiale Rippen und konzentrische Rippen oder Lamellen auf. Gelegentlich sind die Kreuzungsstellen zu Dornen oder Knoten verdickt. Die Schale besteht aus einer inneren und mittleren aragonitischen Lage und einer äußeren kalzitischen Lage sowie dem organischen Periostracum.
Es ist nur ein Schließmuskel vorhanden, dessen Ansatzstelle an die Schale eher undeutlich ist. Die meisten Arten haben orangerote bis rote Manteltentakeln, die nicht vollständig in das Gehäuse zurückgezogen werden können. Einige Arten besitzen auch Mantelaugen.

## Geographische Verbreitung, Lebensraum und Lebensweise
Die Familie der Feilenmuscheln ist kosmopolitisch verbreitet. Sie kommen vom Flachwasser bis in die Tiefsee (bis ca. 4.000 Meter Wassertiefe) vor.
Viele Arten heften sich mit Byssusfäden an Hartsubstrat an. Andere bilden Schutznester aus Byssusfäden. Dabei werden Steinchen, Seegras oder Schalenbruchstücke mit Byssusfäden versponnen. Einige Formen können mit Hilfe des Rückstoßprinzips schwimmen, indem sie die Klappen sehr rasch öffnen und unter Ausstoß eines Wasserstrahles sich fortbewegen.

## Taxonomie
Das Taxon wurde 1815 von Constantine S. Rafinesque-Schmaltz aufgestellt. Während das World Register of Marine Species die Familie nicht weiter unterteilt, unterteilen Bouchet & Rocroi (2011) das Taxon Limidae in fünf Unterfamilien, Carter et al. (2011) in vier Unterfamilien. Sie folgen aber nur teilweise dem Vorschlag von Kasum-Zade, der die (ursprüngliche Familie) Limidae in drei Familien aufspaltet und drei neue Unterfamilien vorschlägt. Die abgespaltene Familie Isolimeidae wurde von Bouchet & Rocroi wieder kassiert und in die Synonymie von Limidae bzw. Liminae gestellt, die dritte neu aufgestellte Familie Limatulinae zur Unterfamilie degradiert. Carter et al. akzeptieren neben der Familie Limidae die Familie Isolimeidae. Die Anzahl der gültigen Gattungen ist umstritten.
- Feilenmuscheln (Limidae Rafinesque, 1815)
  - †Ctenostreoninae Kasum-Zade, 2003
    - †Ctenostreon Eichwald, 1862

  - Liminae Rafinesque, 1815 (die Nominatunterfamilie)
    - Acesta H. Adams & A. Adams, 1858
    - Antiqualima Cox, 1943
    -  ?†Badiotella Bittner, 1895
    - Ctenoides Mörch, 1853
    - †Eolimea Cox, 1969
    - Escalima Iredale, 1929
    - Gemellima Iredale, 1929
    - Isolimea Iredale, 1929
    - Lima Bruguière, 1797
    - Limea Bronn, 1831
    - Mesolimea Kaszm-Zade, 2003
    - Notolimea Iredale, 1924
    - Pseudolimea Arkell in Douglas & Arkell, 1932

  - Limatulinae Kasum-Zade, 2003
    - Limaria Link, 1807
      - Klaffende Feilenmuschel (Limaria hians (Gmelin, 1791))
      - Limaria loscombi (G. B. Sowerby I, 1823)
      - Bauchige Feilenmuschel (Limaria tuberculata (Gmelin, 1791))

    - Limatula S. V. Wood, 1839
    - Limatulella Sacco, 1898

  - †Mysidiopterinae Waterhouse, 2008
    - †Mysidioptera Salomon, 1895

  - †Plagiostominae Kasum-Zade, 2003
    -  ?Divarilima Powell, 1958
    - †Paleolima Hind, 1903
    - †Plagiostoma J. Sowerby, 1814

## Belege